# Liste der Gemeinden im Département Ille-et-Vilaine

Lage des Départements Ille-et-Vilaine

Das Département Ille-et-Vilaine liegt in der Region Bretagne in Frankreich. Es untergliedert sich in vier Arrondissements mit 332 Gemeinden (frz. communes) (Stand 1. Januar 2024).
| Code INSEE | PLZ         | Gemeinde                      | Einwohner (Stand 1. Januar 2022) | Fläche in km² | Einwohner je km² | Kanton seit 30. März 2015 Kanton bis zum 29. März 2015 | Arrondissement seit 2017 Arrondissement bis 2016 | Gemeindeverband                                |
| ---------- | ----------- | ----------------------------- | -------------------------------- | ------------- | ---------------- | --- | ------------------------------------------------ | ---------------------------------------------- |
| 35001      | 35690       | Acigné                        | 6911                             | 29,55         | 234              | Liffré Cesson-Sévigné | Rennes                                           | Rennes Métropole                               |
| 35002      | 35150       | Amanlis                       | 1765                             | 25,25         | 70               | Janzé | Fougères-Vitré Rennes                            | Roche aux Fées Communauté                      |
| 35003      | 35250       | Andouillé-Neuville            | 1006                             | 12,61         | 80               | Val-Couesnon Saint-Aubin-d’Aubigné | Rennes                                           | Val d’Ille-Aubigné                             |
| 35005      | 35130       | Arbrissel                     | 270                              | 4,62          | 58               | La Guerche-de-Bretagne Retiers | Fougères-Vitré                                   | Roche aux Fées Communauté                      |
| 35006      | 35370       | Argentré-du-Plessis           | 4591                             | 41,46         | 111              | La Guerche-de-Bretagne Argentré-du-Plessis | Fougères-Vitré                                   | Vitré Communauté                               |
| 35007      | 35250       | Aubigné                       | 465                              | 2,20          | 211              | Val-Couesnon Saint-Aubin-d’Aubigné | Rennes                                           | Val d’Ille-Aubigné                             |
| 35008      | 35130       | Availles-sur-Seiche           | 647                              | 11,06         | 58               | La Guerche-de-Bretagne | Fougères-Vitré                                   | Vitré Communauté                               |
| 35009      | 35120       | Baguer-Morvan                 | 1697                             | 23,11         | 73               | Dol-de-Bretagne | Saint-Malo                                       | Pays de Dol et de la Baie du Mont Saint-Michel |
| 35010      | 35120       | Baguer-Pican                  | 1764                             | 15,63         | 113              | Dol-de-Bretagne | Saint-Malo                                       | Pays de Dol et de la Baie du Mont Saint-Michel |
| 35012      | 35470       | Bain-de-Bretagne              | 7704                             | 64,77         | 119              | Bain-de-Bretagne | Redon                                            | Bretagne Porte de Loire Communauté             |
| 35013      | 35600       | Bains-sur-Oust                | 3521                             | 44,63         | 79               | Redon | Redon                                            | Redon Agglomération                            |
| 35014      | 35680       | Bais                          | 2511                             | 35,18         | 71               | La Guerche-de-Bretagne | Fougères-Vitré                                   | Vitré Communauté                               |
| 35015      | 35500       | Balazé                        | 2181                             | 36,66         | 59               | Vitré Vitré-Est | Fougères-Vitré                                   | Vitré Communauté                               |
| 35016      | 35580       | Baulon                        | 2208                             | 25,02         | 88               | Guichen | Redon                                            | Vallons de Haute-Bretagne Communauté           |
| 35019      | 35560       | Bazouges-la-Pérouse           | 1865                             | 58,18         | 32               | Val-Couesnon | Fougères-Vitré                                   | Couesnon Marches de Bretagne                   |
| 35021      | 35133       | Beaucé                        | 1289                             | 8,17          | 158              | Fougères-2 Fougères-Nord | Fougères-Vitré                                   | Fougères Agglomération                         |
| 35022      | 35190       | Bécherel                      | 685                              | 0,57          | 1202             | Montauban-de-Bretagne Bécherel | Rennes                                           | Rennes Métropole                               |
| 35023      | 35137       | Bédée                         | 4571                             | 38,95         | 117              | Montfort-sur-Meu | Rennes                                           | Montfort Communauté                            |
| 35024      | 35830       | Betton                        | 12.775                           | 26,73         | 478              | Betton | Rennes                                           | Rennes Métropole                               |
| 35025      | 35133       | Billé                         | 1038                             | 16,96         | 61               | Fougères-1 Fougères-Sud | Fougères-Vitré                                   | Fougères Agglomération                         |
| 35026      | 35750       | Bléruais                      | 98                               | 3,33          | 29               | Montauban-de-Bretagne Saint-Méen-le-Grand | Rennes                                           | Saint-Méen Montauban                           |
| 35027      | 35360       | Boisgervilly                  | 1757                             | 19,95         | 88               | Montauban-de-Bretagne | Rennes                                           | Saint-Méen Montauban                           |
| 35028      | 35150       | Boistrudan                    | 726                              | 12,80         | 57               | Châteaugiron Janzé | Fougères-Vitré Rennes                            | Roche aux Fées Communauté                      |
| 35029      | 35270       | Bonnemain                     | 1533                             | 23,77         | 64               | Combourg | Saint-Malo                                       | Bretagne Romantique                            |
| 35032      | 35230       | Bourgbarré                    | 4692                             | 14,20         | 330              | Janzé Bruz | Rennes                                           | Rennes Métropole                               |
| 35033      | 35890       | Bourg-des-Comptes             | 3388                             | 23,41         | 145              | Guichen | Redon                                            | Vallons de Haute-Bretagne Communauté           |
| 35035      | 35330       | Bovel                         | 600                              | 14,60         | 41               | Guichen Maure-de-Bretagne | Redon                                            | Vallons de Haute-Bretagne Communauté           |
| 35037      | 35310       | Bréal-sous-Montfort           | 6430                             | 33,82         | 190              | Le Rheu Plélan-le-Grand | Rennes                                           | Brocéliande Communauté                         |
| 35038      | 35370       | Bréal-sous-Vitré              | 614                              | 5,75          | 107              | Vitré Vitré-Est | Fougères-Vitré                                   | Vitré Communauté                               |
| 35039      | 35530       | Brécé                         | 2185                             | 7,16          | 305              | Liffré Châteaugiron | Rennes                                           | Rennes Métropole                               |
| 35040      | 35160       | Breteil                       | 3678                             | 14,70         | 250              | Montfort-sur-Meu | Rennes                                           | Montfort Communauté                            |
| 35041      | 35150       | Brie                          | 1014                             | 13,56         | 75               | Janzé | Fougères-Vitré Rennes                            | Roche aux Fées Communauté                      |
| 35042      | 35370       | Brielles                      | 679                              | 11,40         | 60               | La Guerche-de-Bretagne Argentré-du-Plessis | Fougères-Vitré                                   | Vitré Communauté                               |
| 35044      | 35120       | Broualan                      | 411                              | 12,76         | 32               | Dol-de-Bretagne Pleine-Fougères | Saint-Malo                                       | Pays de Dol et de la Baie du Mont Saint-Michel |
| 35045      | 35550       | Bruc-sur-Aff                  | 856                              | 21,23         | 40               | Redon Pipriac | Redon                                            | Redon Agglomération                            |
| 35047      | 35170       | Bruz                          | 19.667                           | 29,95         | 657              | Bruz | Rennes                                           | Rennes Métropole                               |
| 35049      | 35260       | Cancale                       | 5554                             | 12,61         | 440              | Saint-Malo-1 Cancale | Saint-Malo                                       | Pays de Saint-Malo Agglomération               |
| 35050      | 35190       | Cardroc                       | 598                              | 7,39          | 81               | Combourg Bécherel | Saint-Malo Rennes                                | Bretagne Romantique                            |
| 35051      | 35510       | Cesson-Sévigné                | 18.076                           | 32,14         | 562              | Betton Cesson-Sévigné | Rennes                                           | Rennes Métropole                               |
| 35052      | 35500       | Champeaux                     | 504                              | 9,83          | 51               | Vitré Vitré-Ouest | Fougères-Vitré                                   | Vitré Communauté                               |
| 35054      | 35150       | Chanteloup                    | 1881                             | 17,53         | 107              | Bain-de-Bretagne Le Sel-de-Bretagne | Redon                                            | Bretagne Porte de Loire Communauté             |
| 35055      | 35135       | Chantepie                     | 10.378                           | 11,98         | 866              | Rennes-3 Rennes-Sud-Est | Rennes                                           | Rennes Métropole                               |
| 35066      | 35131       | Chartres-de-Bretagne          | 8678                             | 9,95          | 872              | Bruz | Rennes                                           | Rennes Métropole                               |
| 35067      | 35250       | Chasné-sur-Illet              | 1702                             | 9,47          | 180              | Liffré | Rennes                                           | Liffré-Cormier Communauté                      |
| 35068      | 35220       | Châteaubourg                  | 7523                             | 28,60         | 263              | Châteaugiron Châteaubourg | Fougères-Vitré                                   | Vitré Communauté                               |
| 35069      | 35410       | Châteaugiron                  | 10.688                           | 23,52         | 454              | Châteaugiron Châteaubourg Châteaugiron | Rennes Fougères-Vitré Rennes                     | Pays de Châteaugiron Communauté                |
| 35070      | 35430       | Châteauneuf-d’Ille-et-Vilaine | 1679                             | 1,38          | 1217             | Dol-de-Bretagne Châteauneuf-d’Ille-et-Vilaine | Saint-Malo                                       | Pays de Saint-Malo Agglomération               |
| 35072      | 35210       | Châtillon-en-Vendelais        | 1738                             | 32,03         | 54               | Vitré Vitré-Est | Fougères-Vitré                                   | Vitré Communauté                               |
| 35075      | 35490       | Chauvigné                     | 807                              | 17,71         | 46               | Val-Couesnon | Fougères-Vitré                                   | Couesnon Marches de Bretagne                   |
| 35076      | 35310       | Chavagne                      | 4562                             | 12,44         | 367              | Le Rheu Mordelles | Rennes                                           | Rennes Métropole                               |
| 35077      | 35640       | Chelun                        | 354                              | 11,25         | 31               | La Guerche-de-Bretagne | Fougères-Vitré                                   | Roche aux Fées Communauté                      |
| 35078      | 35120       | Cherrueix                     | 1106                             | 12,69         | 87               | Dol-de-Bretagne | Saint-Malo                                       | Pays de Dol et de la Baie du Mont Saint-Michel |
| 35079      | 35250       | Chevaigné                     | 2396                             | 10,33         | 232              | Betton Saint-Aubin-d’Aubigné | Rennes                                           | Rennes Métropole                               |
| 35080      | 35310       | Cintré                        | 2614                             | 8,32          | 314              | Le Rheu Mordelles | Rennes                                           | Rennes Métropole                               |
| 35081      | 35590       | Clayes                        | 941                              | 4,28          | 220              | Melesse Montfort-sur-Meu | Rennes                                           | Rennes Métropole                               |
| 35082      | 35134       | Coësmes                       | 1435                             | 23,24         | 62               | La Guerche-de-Bretagne Retiers | Fougères-Vitré                                   | Roche aux Fées Communauté                      |
| 35084      | 35330       | Comblessac                    | 677                              | 17,23         | 39               | Guichen Maure-de-Bretagne | Redon                                            | Vallons de Haute-Bretagne Communauté           |
| 35085      | 35270       | Combourg                      | 6324                             | 63,55         | 100              | Combourg | Saint-Malo                                       | Bretagne Romantique                            |
| 35086      | 35210       | Combourtillé                  | 608                              | 9,25          | 66               | Fougères-1 Fougères-Sud | Fougères-Vitré                                   | Fougères Agglomération                         |
| 35087      | 35500       | Cornillé                      | 967                              | 12,47         | 78               | Vitré Vitré-Ouest | Fougères-Vitré                                   | Vitré Communauté                               |
| 35088      | 35150       | Corps-Nuds                    | 3555                             | 22,56         | 158              | Janzé | Rennes                                           | Rennes Métropole                               |
| 35090      | 35320       | Crevin                        | 2790                             | 8,31          | 336              | Bain-de-Bretagne | Redon                                            | Bretagne Porte de Loire Communauté             |
| 35092      | 35270       | Cuguen                        | 830                              | 23,54         | 35               | Combourg | Saint-Malo                                       | Bretagne Romantique                            |
| 35093      | 35800       | Dinard                        | 10.407                           | 7,84          | 1327             | Saint-Malo-2 Dinard | Saint-Malo                                       | Côte d’Émeraude                                |
| 35094      | 35440       | Dingé                         | 1690                             | 52,89         | 32               | Combourg Hédé-Bazouges | Saint-Malo Rennes                                | Bretagne Romantique                            |
| 35095      | 35120       | Dol-de-Bretagne               | 5786                             | 15,53         | 373              | Dol-de-Bretagne | Saint-Malo                                       | Pays de Dol et de la Baie du Mont Saint-Michel |
| 35096      | 35113       | Domagné                       | 2439                             | 29,00         | 84               | Châteaugiron Châteaubourg | Fougères-Vitré                                   | Vitré Communauté                               |
| 35097      | 35680       | Domalain                      | 2050                             | 33,54         | 61               | La Guerche-de-Bretagne Argentré-du-Plessis | Fougères-Vitré                                   | Vitré Communauté                               |
| 35099      | 35410       | Domloup                       | 3839                             | 18,91         | 203              | Châteaugiron | Rennes                                           | Pays de Châteaugiron Communauté                |
| 35101      | 35450       | Dourdain                      | 1225                             | 13,80         | 89               | Liffré | Rennes                                           | Liffré-Cormier Communauté                      |
| 35102      | 35130       | Drouges                       | 503                              | 11,63         | 43               | La Guerche-de-Bretagne | Fougères-Vitré                                   | Vitré Communauté                               |
| 35103      | 35640       | Eancé                         | 430                              | 16,50         | 26               | La Guerche-de-Bretagne | Fougères-Vitré                                   | Roche aux Fées Communauté                      |
| 35104      | 35120       | Epiniac                       | 1423                             | 23,77         | 60               | Dol-de-Bretagne | Saint-Malo                                       | Pays de Dol et de la Baie du Mont Saint-Michel |
| 35105      | 35500       | Erbrée                        | 1713                             | 35,52         | 48               | Vitré Vitré-Est | Fougères-Vitré                                   | Vitré Communauté                               |
| 35106      | 35620       | Ercé-en-Lamée                 | 1568                             | 39,21         | 40               | Bain-de-Bretagne | Redon                                            | Bretagne Porte de Loire Communauté             |
| 35107      | 35340       | Ercé-près-Liffré              | 2010                             | 15,78         | 127              | Liffré | Rennes                                           | Liffré-Cormier Communauté                      |
| 35108      | 35150       | Essé                          | 1028                             | 23,19         | 44               | La Guerche-de-Bretagne Retiers | Fougères-Vitré                                   | Roche aux Fées Communauté                      |
| 35109      | 35370       | Étrelles                      | 2670                             | 27,17         | 98               | La Guerche-de-Bretagne Argentré-du-Plessis | Fougères-Vitré                                   | Vitré Communauté                               |
| 35110      | 35440       | Feins                         | 1066                             | 20,35         | 52               | Val-Couesnon Saint-Aubin-d’Aubigné | Rennes                                           | Val d’Ille-Aubigné                             |
| 35114      | 35640       | Forges-la-Forêt               | 265                              | 6,04          | 44               | La Guerche-de-Bretagne Retiers | Fougères-Vitré                                   | Roche aux Fées Communauté                      |
| 35115      | 35300       | Fougères                      | 20.602                           | 10,46         | 1970             | Fougères-1 Fougères-2 Fougères-Nord Fougères-Sud | Fougères-Vitré                                   | Fougères Agglomération                         |
| 35117      | 35290       | Gaël                          | 1617                             | 52,10         | 31               | Montauban-de-Bretagne Saint-Méen-le-Grand | Rennes                                           | Saint-Méen Montauban                           |
| 35118      | 35490       | Gahard                        | 1523                             | 24,96         | 61               | Val-Couesnon Saint-Aubin-d’Aubigné | Rennes                                           | Val d’Ille-Aubigné                             |
| 35119      | 35370       | Gennes-sur-Seiche             | 943                              | 18,50         | 51               | La Guerche-de-Bretagne Argentré-du-Plessis | Fougères-Vitré                                   | Vitré Communauté                               |
| 35120      | 35850       | Gévezé                        | 5987                             | 27,54         | 217              | Melesse Rennes-Nord-Ouest | Rennes                                           | Rennes Métropole                               |
| 35121      | 35140       | Gosné                         | 2098                             | 18,14         | 116              | Fougères-1 Saint-Aubin-du-Cormier | Rennes Fougères-Vitré                            | Liffré-Cormier Communauté                      |
| 35123      | 35580       | Goven                         | 4326                             | 39,73         | 109              | Guichen | Redon                                            | Vallons de Haute-Bretagne Communauté           |
| 35124      | 35390       | Grand-Fougeray                | 2523                             | 55,42         | 46               | Bain-de-Bretagne Grand-Fougeray | Redon                                            | Bretagne Porte de Loire Communauté             |
| 35126      | 35580       | Guichen                       | 9203                             | 42,99         | 214              | Guichen | Redon                                            | Vallons de Haute-Bretagne Communauté           |
| 35127      | 35580       | Guignen                       | 4149                             | 53,05         | 78               | Guichen | Redon                                            | Vallons de Haute-Bretagne Communauté           |
| 35128      | 35440       | Guipel                        | 1735                             | 25,11         | 69               | Melesse Hédé-Bazouges | Rennes                                           | Val d’Ille-Aubigné                             |
| 35176      | 35480       | Guipry-Messac                 | 7243                             | 91,99         | 79               | Redon Bain-de-Bretagne Pipriac | Redon                                            | Vallons de Haute-Bretagne Communauté           |
| 35130      | 35630       | Hédé-Bazouges                 | 2273                             | 14,52         | 157              | Melesse Hédé-Bazouges | Saint-Malo Rennes                                | Bretagne Romantique                            |
| 35132      | 35120       | Hirel                         | 1384                             | 9,85          | 141              | Dol-de-Bretagne Cancale | Saint-Malo                                       | Pays de Saint-Malo Agglomération               |
| 35133      | 35750       | Iffendic                      | 4603                             | 73,66         | 62               | Montfort-sur-Meu | Rennes                                           | Montfort Communauté                            |
| 35135      | 35850       | Irodouër                      | 2308                             | 23,54         | 98               | Montauban-de-Bretagne Bécherel | Rennes                                           | Saint-Méen Montauban                           |
| 35136      | 35150       | Janzé                         | 8618                             | 41,26         | 209              | Janzé | Fougères-Vitré Rennes                            | Roche aux Fées Communauté                      |
| 35137      | 35133       | Javené                        | 2185                             | 18,45         | 118              | Fougères-1 Fougères-Sud | Fougères-Vitré                                   | Fougères Agglomération                         |
| 35131      | 35590       | L’Hermitage                   | 4683                             | 6,83          | 686              | Le Rheu Mordelles | Rennes                                           | Rennes Métropole                               |
| 35017      | 35190       | La Baussaine                  | 675                              | 9,63          | 70               | Combourg Tinténiac | Saint-Malo                                       | Bretagne Romantique                            |
| 35018      | 35420       | La Bazouge-du-Désert          | 1080                             | 24,60         | 44               | Fougères-2 Louvigné-du-Désert | Fougères-Vitré                                   | Fougères Agglomération                         |
| 35030      | 35320       | La Bosse-de-Bretagne          | 691                              | 10,21         | 68               | Bain-de-Bretagne Le Sel-de-Bretagne | Redon                                            | Bretagne Porte de Loire Communauté             |
| 35031      | 35340       | La Bouëxière                  | 4602                             | 49,68         | 93               | Liffré | Rennes                                           | Liffré-Cormier Communauté                      |
| 35034      | 35120       | La Boussac                    | 1250                             | 21,93         | 57               | Dol-de-Bretagne Pleine-Fougères | Saint-Malo                                       | Pays de Dol et de la Baie du Mont Saint-Michel |
| 35060      | 35360       | La Chapelle du Lou du Lac     | 1037                             | 10,46         | 99               | Montauban-de-Bretagne | Rennes                                           | Saint-Méen Montauban                           |
| 35056      | 35190       | La Chapelle-aux-Filtzméens    | 825                              | 6,36          | 130              | Combourg Tinténiac | Saint-Malo                                       | Bretagne Romantique                            |
| 35057      | 35330       | La Chapelle-Bouëxic           | 1527                             | 20,66         | 74               | Guichen Maure-de-Bretagne | Redon                                            | Vallons de Haute-Bretagne Communauté           |
| 35058      | 35630       | La Chapelle-Chaussée          | 1299                             | 14,76         | 88               | Montauban-de-Bretagne Bécherel | Rennes                                           | Rennes Métropole                               |
| 35064      | 35660       | La Chapelle-de-Brain          | 1107                             | 17,65         | 63               | Redon | Redon                                            | Redon Agglomération                            |
| 35059      | 35520       | La Chapelle-des-Fougeretz     | 4603                             | 8,71          | 528              | Betton | Rennes                                           | Rennes Métropole                               |
| 35061      | 35500       | La Chapelle-Erbrée            | 723                              | 11,98         | 60               | Vitré Vitré-Est | Fougères-Vitré                                   | Vitré Communauté                               |
| 35062      | 35133       | La Chapelle-Fleurigné         | 2430                             | 45,13         | 54               | Fougères-2 Fougères-Nord | Fougères-Vitré                                   | Fougères Agglomération                         |
| 35063      | 35140       | La Chapelle-Saint-Aubert      | 468                              | 9,77          | 48               | Fougères-1 Saint-Aubin-du-Cormier | Fougères-Vitré                                   | Fougères Agglomération                         |
| 35065      | 35590       | La Chapelle-Thouarault        | 2266                             | 7,64          | 297              | Le Rheu Montfort-sur-Meu | Rennes                                           | Rennes Métropole                               |
| 35089      | 35320       | La Couyère                    | 447                              | 11,72         | 38               | Bain-de-Bretagne Le Sel-de-Bretagne | Redon                                            | Bretagne Porte de Loire Communauté             |
| 35098      | 35390       | La Dominelais                 | 1414                             | 32,45         | 44               | Bain-de-Bretagne Grand-Fougeray | Redon                                            | Bretagne Porte de Loire Communauté             |
| 35116      | 35111       | La Fresnais                   | 2508                             | 14,43         | 174              | Dol-de-Bretagne Cancale | Saint-Malo                                       | Pays de Saint-Malo Agglomération               |
| 35122      | 35350       | La Gouesnière                 | 2000                             | 8,74          | 229              | Saint-Malo-1 Saint-Malo-Sud | Saint-Malo                                       | Pays de Saint-Malo Agglomération               |
| 35125      | 35130       | La Guerche-de-Bretagne        | 4450                             | 11,53         | 386              | La Guerche-de-Bretagne | Fougères-Vitré                                   | Vitré Communauté                               |
| 35177      | 35520       | La Mézière                    | 4935                             | 16,23         | 304              | Melesse Hédé-Bazouges | Rennes                                           | Val d’Ille-Aubigné                             |
| 35202      | 35470       | La Noë-Blanche                | 1007                             | 23,18         | 43               | Bain-de-Bretagne | Redon                                            | Bretagne Porte de Loire Communauté             |
| 35203      | 35137       | La Nouaye                     | 357                              | 2,77          | 129              | Montfort-sur-Meu | Rennes                                           | Montfort Communauté                            |
| 35241      | 35780       | La Richardais                 | 2624                             | 3,14          | 836              | Saint-Malo-2 Dinard | Saint-Malo                                       | Côte d’Émeraude                                |
| 35324      | 35133       | La Selle-en-Luitré            | 618                              | 7,32          | 84               | Fougères-2 Fougères-Nord | Fougères-Vitré                                   | Fougères Agglomération                         |
| 35325      | 35130       | La Selle-Guerchaise           | 153                              | 2,14          | 71               | La Guerche-de-Bretagne | Fougères-Vitré                                   | Vitré Communauté                               |
| 35358      | 35430       | La Ville-ès-Nonais            | 1226                             | 4,34          | 282              | Dol-de-Bretagne Châteauneuf-d’Ille-et-Vilaine | Saint-Malo                                       | Pays de Saint-Malo Agglomération               |
| 35138      | 35133       | Laignelet                     | 1217                             | 14,83         | 82               | Fougères-2 Fougères-Nord | Fougères-Vitré                                   | Fougères Agglomération                         |
| 35139      | 35890       | Laillé                        | 5154                             | 32,04         | 161              | Bruz Guichen | Rennes Redon                                     | Rennes Métropole                               |
| 35140      | 35320       | Lalleu                        | 581                              | 15,47         | 38               | Bain-de-Bretagne Le Sel-de-Bretagne | Redon                                            | Bretagne Porte de Loire Communauté             |
| 35141      | 35450       | Landavran                     | 682                              | 5,01          | 136              | Vitré Vitré-Ouest | Fougères-Vitré                                   | Vitré Communauté                               |
| 35142      | 35133       | Landéan                       | 1225                             | 27,31         | 45               | Fougères-2 Fougères-Nord | Fougères-Vitré                                   | Fougères Agglomération                         |
| 35143      | 35360       | Landujan                      | 930                              | 14,32         | 65               | Montauban-de-Bretagne | Rennes                                           | Saint-Méen Montauban                           |
| 35144      | 35850       | Langan                        | 1090                             | 7,80          | 140              | Montauban-de-Bretagne Bécherel | Rennes                                           | Rennes Métropole                               |
| 35145      | 35660       | Langon                        | 1393                             | 36,54         | 38               | Redon | Redon                                            | Redon Agglomération                            |
| 35146      | 35630       | Langouet                      | 610                              | 6,99          | 87               | Melesse Hédé-Bazouges | Rennes                                           | Val d’Ille-Aubigné                             |
| 35148      | 35270       | Lanrigan                      | 144                              | 3,98          | 36               | Combourg Hédé-Bazouges | Saint-Malo Rennes                                | Bretagne Romantique                            |
| 35149      | 35580       | Lassy                         | 1817                             | 9,76          | 186              | Guichen | Redon                                            | Vallons de Haute-Bretagne Communauté           |
| 35071      | 35133       | Le Châtellier                 | 427                              | 13,43         | 32               | Val-Couesnon Saint-Brice-en-Coglès | Fougères-Vitré                                   | Couesnon Marches de Bretagne                   |
| 35091      | 35290       | Le Crouais                    | 591                              | 6,25          | 95               | Montauban-de-Bretagne Saint-Méen-le-Grand | Rennes                                           | Saint-Méen Montauban                           |
| 35111      | 35420       | Le Ferré                      | 727                              | 16,92         | 43               | Fougères-2 Louvigné-du-Désert | Fougères-Vitré                                   | Fougères Agglomération                         |
| 35157      | 35133       | Le Loroux                     | 618                              | 11,56         | 53               | Fougères-2 Fougères-Nord | Fougères-Vitré                                   | Fougères Agglomération                         |
| 35181      | 35870       | Le Minihic-sur-Rance          | 1499                             | 3,91          | 383              | Saint-Malo-2 Dinard | Saint-Malo                                       | Côte d’Émeraude                                |
| 35217      | 35370       | Le Pertre                     | 1372                             | 43,63         | 31               | La Guerche-de-Bretagne Argentré-du-Plessis | Fougères-Vitré                                   | Vitré Communauté                               |
| 35218      | 35320       | Le Petit-Fougeray             | 886                              | 8,95          | 99               | Bain-de-Bretagne Le Sel-de-Bretagne | Redon                                            | Bretagne Porte de Loire Communauté             |
| 35240      | 35650       | Le Rheu                       | 9823                             | 18,89         | 520              | Le Rheu Mordelles | Rennes                                           | Rennes Métropole                               |
| 35322      | 35320       | Le Sel-de-Bretagne            | 1102                             | 8,10          | 136              | Bain-de-Bretagne Le Sel-de-Bretagne | Redon                                            | Bretagne Porte de Loire Communauté             |
| 35333      | 35240       | Le Theil-de-Bretagne          | 1720                             | 24,20         | 71               | La Guerche-de-Bretagne Retiers | Fougères-Vitré                                   | Roche aux Fées Communauté                      |
| 35336      | 35460       | Le Tiercent                   | 194                              | 3,70          | 52               | Val-Couesnon Saint-Brice-en-Coglès | Fougères-Vitré                                   | Couesnon Marches de Bretagne                   |
| 35362      | 35540       | Le Tronchet                   | 1204                             | 11,35         | 106              | Dol-de-Bretagne Châteauneuf-d’Ille-et-Vilaine | Saint-Malo                                       | Pays de Saint-Malo Agglomération               |
| 35351      | 35160       | Le Verger                     | 1404                             | 6,87          | 204              | Le Rheu Montfort-sur-Meu | Rennes                                           | Rennes Métropole                               |
| 35361      | 35960       | Le Vivier-sur-Mer             | 1062                             | 2,24          | 474              | Dol-de-Bretagne | Saint-Malo                                       | Pays de Dol et de la Baie du Mont Saint-Michel |
| 35150      | 35133       | Lécousse                      | 3423                             | 11,07         | 309              | Fougères-1 Fougères-Sud | Fougères-Vitré                                   | Fougères Agglomération                         |
| 35046      | 35330       | Les Brulais                   | 541                              | 11,96         | 45               | Guichen Maure-de-Bretagne | Redon                                            | Vallons de Haute-Bretagne Communauté           |
| 35134      | 35630       | Les Iffs                      | 274                              | 4,52          | 61               | Combourg Bécherel | Saint-Malo Rennes                                | Bretagne Romantique                            |
| 35191      | 35460       | Les Portes du Coglais         | 2235                             | 40,71         | 55               | Val-Couesnon Saint-Brice-en-Coglès | Fougères-Vitré                                   | Couesnon Marches de Bretagne                   |
| 35151      | 35550       | Lieuron                       | 802                              | 16,72         | 48               | Redon Pipriac | Redon                                            | Redon Agglomération                            |
| 35152      | 35340       | Liffré                        | 8987                             | 66,86         | 134              | Liffré | Rennes                                           | Liffré-Cormier Communauté                      |
| 35153      | 35111       | Lillemer                      | 383                              | 3,74          | 102              | Dol-de-Bretagne Châteauneuf-d’Ille-et-Vilaine | Saint-Malo                                       | Pays de Saint-Malo Agglomération               |
| 35154      | 35450       | Livré-sur-Changeon            | 1737                             | 26,37         | 66               | Fougères-1 Liffré | Rennes                                           | Liffré-Cormier Communauté                      |
| 35155      | 35550       | Lohéac                        | 700                              | 5,11          | 137              | Redon Pipriac | Redon                                            | Vallons de Haute-Bretagne Communauté           |
| 35156      | 35190       | Longaulnay                    | 598                              | 7,52          | 80               | Combourg Tinténiac | Saint-Malo                                       | Bretagne Romantique                            |
| 35159      | 35270       | Lourmais                      | 335                              | 7,22          | 46               | Combourg | Saint-Malo                                       | Bretagne Romantique                            |
| 35160      | 35330       | Loutehel                      | 235                              | 7,21          | 33               | Guichen Maure-de-Bretagne | Redon                                            | Vallons de Haute-Bretagne Communauté           |
| 35161      | 35680       | Louvigné-de-Bais              | 1874                             | 15,37         | 122              | Châteaugiron Châteaubourg | Fougères-Vitré                                   | Vitré Communauté                               |
| 35162      | 35420       | Louvigné-du-Désert            | 3352                             | 41,66         | 80               | Fougères-2 Louvigné-du-Désert | Fougères-Vitré                                   | Fougères Agglomération                         |
| 35163      | 35133 35210 | Luitré-Dompierre              | 1844                             | 38,83         | 47               | Fougères-2 | Fougères-Vitré                                   | Fougères Agglomération                         |
| 35257      | 35460       | Maen Roch                     | 5093                             | 39,11         | 130              | Val-Couesnon Saint-Brice-en-Coglès | Fougères-Vitré                                   | Couesnon Marches de Bretagne                   |
| 35164      | 35560       | Marcillé-Raoul                | 737                              | 22,41         | 33               | Val-Couesnon | Fougères-Vitré                                   | Couesnon Marches de Bretagne                   |
| 35165      | 35240       | Marcillé-Robert               | 994                              | 20,30         | 49               | La Guerche-de-Bretagne Retiers | Fougères-Vitré                                   | Roche aux Fées Communauté                      |
| 35166      | 35220       | Marpiré                       | 1013                             | 10,62         | 95               | Vitré Vitré-Ouest | Fougères-Vitré                                   | Vitré Communauté                               |
| 35167      | 35640       | Martigné-Ferchaud             | 2632                             | 74,10         | 36               | La Guerche-de-Bretagne Retiers | Fougères-Vitré                                   | Roche aux Fées Communauté                      |
| 35169      | 35380       | Maxent                        | 1457                             | 39,72         | 37               | Montfort-sur-Meu Plélan-le-Grand | Rennes                                           | Brocéliande Communauté                         |
| 35170      | 35450       | Mecé                          | 613                              | 15,63         | 39               | Vitré Vitré-Ouest | Fougères-Vitré                                   | Vitré Communauté                               |
| 35171      | 35360       | Médréac                       | 1845                             | 35,02         | 53               | Montauban-de-Bretagne | Rennes                                           | Saint-Méen Montauban                           |
| 35172      | 35270       | Meillac                       | 1975                             | 32,21         | 61               | Combourg | Saint-Malo                                       | Bretagne Romantique                            |
| 35173      | 35520       | Melesse                       | 7400                             | 32,39         | 228              | Melesse Saint-Aubin-d’Aubigné | Rennes                                           | Val d’Ille-Aubigné                             |
| 35174      | 35420       | Mellé                         | 648                              | 15,50         | 42               | Fougères-2 Louvigné-du-Désert | Fougères-Vitré                                   | Fougères Agglomération                         |
| 35175      | 35330       | Mernel                        | 1017                             | 17,37         | 59               | Guichen Maure-de-Bretagne | Redon                                            | Vallons de Haute-Bretagne Communauté           |
| 35308      | 35720       | Mesnil-Roc’h                  | 4457                             | 41,16         | 108              | Combourg | Saint-Malo                                       | Bretagne Romantique                            |
| 35178      | 35140       | Mézières-sur-Couesnon         | 1735                             | 24,74         | 70               | Fougères-1 Saint-Aubin-du-Cormier | Rennes Fougères-Vitré                            | Liffré-Cormier Communauté                      |
| 35179      | 35540       | Miniac-Morvan                 | 4379                             | 31,03         | 141              | Dol-de-Bretagne Châteauneuf-d’Ille-et-Vilaine | Saint-Malo                                       | Pays de Saint-Malo Agglomération               |
| 35180      | 35190       | Miniac-sous-Bécherel          | 788                              | 13,55         | 58               | Montauban-de-Bretagne Bécherel | Rennes                                           | Rennes Métropole                               |
| 35183      | 35370       | Mondevert                     | 806                              | 5,02          | 161              | Vitré Vitré-Est | Fougères-Vitré                                   | Vitré Communauté                               |
| 35184      | 35360       | Montauban-de-Bretagne         | 6574                             | 45,42         | 145              | Montauban-de-Bretagne | Rennes                                           | Saint-Méen Montauban                           |
| 35185      | 35210       | Montautour                    | 268                              | 6,90          | 39               | Vitré Vitré-Est | Fougères-Vitré                                   | Vitré Communauté                               |
| 35186      | 35120       | Mont-Dol                      | 1076                             | 26,44         | 41               | Dol-de-Bretagne | Saint-Malo                                       | Pays de Dol et de la Baie du Mont Saint-Michel |
| 35187      | 35160       | Monterfil                     | 1352                             | 16,94         | 80               | Montfort-sur-Meu Plélan-le-Grand | Rennes                                           | Brocéliande Communauté                         |
| 35188      | 35160       | Montfort-sur-Meu              | 6767                             | 14,02         | 483              | Montfort-sur-Meu | Rennes                                           | Montfort Communauté                            |
| 35189      | 35760       | Montgermont                   | 3777                             | 4,67          | 809              | Betton | Rennes                                           | Rennes Métropole                               |
| 35190      | 35420       | Monthault                     | 250                              | 8,20          | 30               | Fougères-2 Louvigné-du-Désert | Fougères-Vitré                                   | Fougères Agglomération                         |
| 35192      | 35210       | Montreuil-des-Landes          | 235                              | 9,42          | 25               | Vitré Vitré-Ouest | Fougères-Vitré                                   | Vitré Communauté                               |
| 35193      | 35520       | Montreuil-le-Gast             | 2048                             | 9,14          | 224              | Melesse Saint-Aubin-d’Aubigné | Rennes                                           | Val d’Ille-Aubigné                             |
| 35194      | 35500       | Montreuil-sous-Pérouse        | 1041                             | 15,49         | 67               | Vitré Vitré-Ouest | Fougères-Vitré                                   | Vitré Communauté                               |
| 35195      | 35440       | Montreuil-sur-Ille            | 2419                             | 15,15         | 160              | Val-Couesnon Saint-Aubin-d’Aubigné | Rennes                                           | Val d’Ille-Aubigné                             |
| 35196      | 35310       | Mordelles                     | 7831                             | 29,76         | 263              | Le Rheu Mordelles | Rennes                                           | Rennes Métropole                               |
| 35197      | 35250       | Mouazé                        | 1728                             | 8,39          | 206              | Val-Couesnon Saint-Aubin-d’Aubigné | Rennes                                           | Val d’Ille-Aubigné                             |
| 35198      | 35680       | Moulins                       | 716                              | 15,21         | 47               | La Guerche-de-Bretagne | Fougères-Vitré                                   | Vitré Communauté                               |
| 35199      | 35130       | Moussé                        | 310                              | 3,37          | 92               | La Guerche-de-Bretagne | Fougères-Vitré                                   | Vitré Communauté                               |
| 35200      | 35130       | Moutiers                      | 905                              | 17,64         | 51               | La Guerche-de-Bretagne | Fougères-Vitré                                   | Vitré Communauté                               |
| 35201      | 35290       | Muel                          | 912                              | 28,90         | 32               | Montauban-de-Bretagne Saint-Méen-le-Grand | Rennes                                           | Saint-Méen Montauban                           |
| 35204      | 35410       | Nouvoitou                     | 3732                             | 18,93         | 197              | Janzé Châteaugiron | Rennes                                           | Rennes Métropole                               |
| 35206      | 35230       | Noyal-Châtillon-sur-Seiche    | 7995                             | 26,51         | 302              | Bruz | Rennes                                           | Rennes Métropole                               |
| 35205      | 35560       | Noyal-sous-Bazouges           | 382                              | 14,83         | 26               | Val-Couesnon | Fougères-Vitré                                   | Couesnon Marches de Bretagne                   |
| 35207      | 35530       | Noyal-sur-Vilaine             | 6250                             | 30,36         | 206              | Châteaugiron | Rennes                                           | Pays de Châteaugiron Communauté                |
| 35208      | 35230       | Orgères                       | 5602                             | 16,33         | 343              | Janzé Bruz | Rennes                                           | Rennes Métropole                               |
| 35210      | 35740       | Pacé                          | 11.815                           | 34,94         | 338              | Rennes-6 Rennes-Nord-Ouest | Rennes                                           | Rennes Métropole                               |
| 35211      | 35380       | Paimpont                      | 1778                             | 110,28        | 16               | Montfort-sur-Meu Plélan-le-Grand | Rennes                                           | Brocéliande Communauté                         |
| 35212      | 35320       | Pancé                         | 1171                             | 19,33         | 61               | Bain-de-Bretagne | Redon                                            | Bretagne Porte de Loire Communauté             |
| 35214      | 35210       | Parcé                         | 652                              | 16,88         | 39               | Fougères-1 Fougères-Sud | Fougères-Vitré                                   | Fougères Agglomération                         |
| 35215      | 35133       | Parigné                       | 1301                             | 20,72         | 63               | Fougères-2 Fougères-Nord | Fougères-Vitré                                   | Fougères Agglomération                         |
| 35216      | 35850       | Parthenay-de-Bretagne         | 1802                             | 4,80          | 375              | Melesse Rennes-Nord-Ouest | Rennes                                           | Rennes Métropole                               |
| 35219      | 35550       | Pipriac                       | 3871                             | 48,65         | 80               | Redon Pipriac | Redon                                            | Redon Agglomération                            |
| 35220      | 35150 35680 | Piré-Chancé                   | 3177                             | 41,56         | 76               | Châteaugiron | Rennes                                           | Pays de Châteaugiron Communauté                |
| 35221      | 35470       | Pléchâtel                     | 2796                             | 36,32         | 77               | Bain-de-Bretagne | Redon                                            | Bretagne Porte de Loire Communauté             |
| 35222      | 35610       | Pleine-Fougères               | 1978                             | 31,98         | 62               | Dol-de-Bretagne Pleine-Fougères | Saint-Malo                                       | Pays de Dol et de la Baie du Mont Saint-Michel |
| 35223      | 35380       | Plélan-le-Grand               | 4063                             | 49,74         | 82               | Montfort-sur-Meu Plélan-le-Grand | Rennes                                           | Brocéliande Communauté                         |
| 35224      | 35540       | Plerguer                      | 2871                             | 20,19         | 142              | Dol-de-Bretagne Châteauneuf-d’Ille-et-Vilaine | Saint-Malo                                       | Pays de Saint-Malo Agglomération               |
| 35225      | 35720       | Plesder                       | 778                              | 11,03         | 71               | Combourg Tinténiac | Saint-Malo                                       | Bretagne Romantique                            |
| 35226      | 35720       | Pleugueneuc                   | 2063                             | 24,52         | 84               | Combourg Tinténiac | Saint-Malo                                       | Bretagne Romantique                            |
| 35227      | 35137       | Pleumeleuc                    | 3535                             | 19,51         | 181              | Montfort-sur-Meu | Rennes                                           | Montfort Communauté                            |
| 35228      | 35730       | Pleurtuit                     | 7064                             | 29,67         | 238              | Saint-Malo-2 Dinard | Saint-Malo                                       | Côte d’Émeraude                                |
| 35229      | 35500       | Pocé-les-Bois                 | 1317                             | 14,84         | 89               | Vitré Vitré-Ouest | Fougères-Vitré                                   | Vitré Communauté                               |
| 35230      | 35420       | Poilley                       | 380                              | 10,78         | 35               | Fougères-2 Louvigné-du-Désert | Fougères-Vitré                                   | Fougères Agglomération                         |
| 35231      | 35320       | Poligné                       | 1245                             | 9,24          | 135              | Bain-de-Bretagne | Redon                                            | Bretagne Porte de Loire Communauté             |
| 35363      | 35131       | Pont-Péan                     | 4289                             | 8,76          | 490              | Bruz | Rennes                                           | Rennes Métropole                               |
| 35232      | 35210       | Princé                        | 398                              | 12,36         | 32               | Vitré Vitré-Est | Fougères-Vitré                                   | Vitré Communauté                               |
| 35233      | 35190       | Québriac                      | 1590                             | 20,72         | 77               | Combourg Hédé-Bazouges | Saint-Malo Rennes                                | Bretagne Romantique                            |
| 35234      | 35290       | Quédillac                     | 1272                             | 26,54         | 48               | Montauban-de-Bretagne Saint-Méen-le-Grand | Rennes                                           | Saint-Méen Montauban                           |
| 35235      | 35130       | Rannée                        | 1081                             | 51,95         | 21               | La Guerche-de-Bretagne | Fougères-Vitré                                   | Vitré Communauté                               |
| 35236      | 35600       | Redon                         | 9336                             | 15,09         | 619              | Redon | Redon                                            | Redon Agglomération                            |
| 35237      | 35660       | Renac                         | 1032                             | 25,89         | 40               | Redon | Redon                                            | Redon Agglomération                            |
| 35238      | 35000       | Rennes                        | 227.830                          | 50,39         | 4521             | Rennes-1 Rennes-2 Rennes-3 Rennes-4 Rennes-5 Rennes-6 Rennes-Brequigny Rennes-Centre Rennes-Centre-Ouest Rennes-Centre-Sud Rennes-Est Rennes-le-Blosne Rennes-Nord Rennes-Nord-Ouest Rennes-Sud-Est Rennes-Sud-Ouest | Rennes                                           | Rennes Métropole                               |
| 35239      | 35240       | Retiers                       | 4553                             | 41,38         | 110              | La Guerche-de-Bretagne Retiers | Fougères-Vitré                                   | Roche aux Fées Communauté                      |
| 35242      | 35560       | Rimou                         | 350                              | 13,28         | 26               | Val-Couesnon | Fougères-Vitré                                   | Couesnon Marches de Bretagne                   |
| 35282      | 35140       | Rives-du-Couesnon             | 2919                             | 48,36         | 60               | Fougères-1 | Fougères-Vitré                                   | Fougères Agglomération                         |
| 35243      | 35133       | Romagné                       | 2434                             | 26,93         | 90               | Fougères-1 Fougères-Sud | Fougères-Vitré                                   | Fougères Agglomération                         |
| 35244      | 35490       | Romazy                        | 275                              | 7,18          | 38               | Val-Couesnon Saint-Aubin-d’Aubigné | Fougères-Vitré Rennes                            | Couesnon Marches de Bretagne                   |
| 35245      | 35850       | Romillé                       | 4154                             | 28,67         | 145              | Montauban-de-Bretagne Bécherel | Rennes                                           | Rennes Métropole                               |
| 35246      | 35120       | Roz-Landrieux                 | 1376                             | 18,10         | 76               | Dol-de-Bretagne | Saint-Malo                                       | Pays de Dol et de la Baie du Mont Saint-Michel |
| 35247      | 35610       | Roz-sur-Couesnon              | 1036                             | 25,86         | 40               | Dol-de-Bretagne Pleine-Fougères | Saint-Malo                                       | Pays de Dol et de la Baie du Mont Saint-Michel |
| 35248      | 35610       | Sains                         | 457                              | 10,25         | 45               | Dol-de-Bretagne Pleine-Fougères | Saint-Malo                                       | Pays de Dol et de la Baie du Mont Saint-Michel |
| 35250      | 35230       | Saint-Armel                   | 2344                             | 7,75          | 302              | Janzé Châteaugiron | Rennes                                           | Rennes Métropole                               |
| 35251      | 35250       | Saint-Aubin-d’Aubigné         | 4231                             | 23,52         | 180              | Val-Couesnon Saint-Aubin-d’Aubigné | Rennes                                           | Val d’Ille-Aubigné                             |
| 35252      | 35500       | Saint-Aubin-des-Landes        | 923                              | 10,28         | 90               | Vitré Vitré-Ouest | Fougères-Vitré                                   | Vitré Communauté                               |
| 35253      | 35140       | Saint-Aubin-du-Cormier        | 4145                             | 27,41         | 151              | Fougères-1 Saint-Aubin-du-Cormier | Rennes Fougères-Vitré                            | Liffré-Cormier Communauté                      |
| 35255      | 35114       | Saint-Benoît-des-Ondes        | 966                              | 2,92          | 331              | Dol-de-Bretagne Cancale | Saint-Malo                                       | Pays de Saint-Malo Agglomération               |
| 35256      | 35800       | Saint-Briac-sur-Mer           | 2228                             | 8,06          | 276              | Saint-Malo-2 Dinard | Saint-Malo                                       | Côte d’Émeraude                                |
| 35258      | 35630       | Saint-Brieuc-des-Iffs         | 323                              | 8,29          | 39               | Combourg Bécherel | Saint-Malo Rennes                                | Bretagne Romantique                            |
| 35259      | 35120       | Saint-Broladre                | 1166                             | 23,81         | 49               | Dol-de-Bretagne Pleine-Fougères | Saint-Malo                                       | Pays de Dol et de la Baie du Mont Saint-Michel |
| 35260      | 35210       | Saint-Christophe-des-Bois     | 562                              | 9,26          | 61               | Vitré Vitré-Ouest | Fougères-Vitré                                   | Vitré Communauté                               |
| 35261      | 35140       | Saint-Christophe-de-Valains   | 230                              | 3,27          | 70               | Fougères-1 Saint-Aubin-du-Cormier | Fougères-Vitré                                   | Fougères Agglomération                         |
| 35263      | 35350       | Saint-Coulomb                 | 2970                             | 18,04         | 165              | Saint-Malo-1 Cancale | Saint-Malo                                       | Pays de Saint-Malo Agglomération               |
| 35264      | 35220       | Saint-Didier                  | 2030                             | 14,14         | 144              | Châteaugiron Châteaubourg | Fougères-Vitré                                   | Vitré Communauté                               |
| 35265      | 35190       | Saint-Domineuc                | 2587                             | 15,70         | 165              | Combourg Tinténiac | Saint-Malo                                       | Bretagne Romantique                            |
| 35249      | 35390       | Sainte-Anne-sur-Vilaine       | 1032                             | 28,57         | 36               | Bain-de-Bretagne Grand-Fougeray | Redon                                            | Bretagne Porte de Loire Communauté             |
| 35262      | 35134       | Sainte-Colombe                | 364                              | 7,58          | 48               | La Guerche-de-Bretagne Retiers | Fougères-Vitré                                   | Roche aux Fées Communauté                      |
| 35294      | 35600       | Sainte-Marie                  | 2249                             | 25,28         | 89               | Redon | Redon                                            | Redon Agglomération                            |
| 35266      | 35230       | Saint-Erblon                  | 3615                             | 10,93         | 331              | Janzé Bruz | Rennes                                           | Rennes Métropole                               |
| 35268      | 35550       | Saint-Ganton                  | 414                              | 14,08         | 29               | Redon Pipriac | Redon                                            | Redon Agglomération                            |
| 35270      | 35610       | Saint-Georges-de-Gréhaigne    | 377                              | 12,15         | 31               | Dol-de-Bretagne Pleine-Fougères | Saint-Malo                                       | Pays de Dol et de la Baie du Mont Saint-Michel |
| 35271      | 35420       | Saint-Georges-de-Reintembault | 1524                             | 31,02         | 49               | Fougères-2 Louvigné-du-Désert | Fougères-Vitré                                   | Fougères Agglomération                         |
| 35272      | 35370       | Saint-Germain-du-Pinel        | 1007                             | 11,30         | 89               | La Guerche-de-Bretagne Argentré-du-Plessis | Fougères-Vitré                                   | Vitré Communauté                               |
| 35273      | 35133       | Saint-Germain-en-Coglès       | 2091                             | 32,09         | 65               | Val-Couesnon Saint-Brice-en-Coglès | Fougères-Vitré                                   | Couesnon Marches de Bretagne                   |
| 35274      | 35250       | Saint-Germain-sur-Ille        | 1023                             | 3,90          | 262              | Melesse Saint-Aubin-d’Aubigné | Rennes                                           | Val d’Ille-Aubigné                             |
| 35275      | 35590       | Saint-Gilles                  | 5489                             | 20,72         | 265              | Melesse Mordelles | Rennes                                           | Rennes Métropole                               |
| 35276      | 35630       | Saint-Gondran                 | 629                              | 4,40          | 143              | Melesse Hédé-Bazouges | Rennes                                           | Val d’Ille-Aubigné                             |
| 35277      | 35750       | Saint-Gonlay                  | 381                              | 9,26          | 41               | Montfort-sur-Meu | Rennes                                           | Montfort Communauté                            |
| 35278      | 35760       | Saint-Grégoire                | 9992                             | 17,30         | 578              | Betton | Rennes                                           | Rennes Métropole                               |
| 35279      | 35430       | Saint-Guinoux                 | 1247                             | 6,37          | 196              | Dol-de-Bretagne Châteauneuf-d’Ille-et-Vilaine | Saint-Malo                                       | Pays de Saint-Malo Agglomération               |
| 35280      | 35140       | Saint-Hilaire-des-Landes      | 1032                             | 18,27         | 56               | Val-Couesnon Saint-Brice-en-Coglès | Fougères-Vitré                                   | Couesnon Marches de Bretagne                   |
| 35281      | 35136       | Saint-Jacques-de-la-Lande     | 13.593                           | 11,83         | 1149             | Rennes-5 Rennes-Sud-Ouest | Rennes                                           | Rennes Métropole                               |
| 35283      | 35220       | Saint-Jean-sur-Vilaine        | 1376                             | 10,73         | 128              | Châteaugiron Châteaubourg | Fougères-Vitré                                   | Vitré Communauté                               |
| 35284      | 35430       | Saint-Jouan-des-Guérets       | 2816                             | 9,24          | 305              | Saint-Malo-2 Saint-Malo-Sud | Saint-Malo                                       | Pays de Saint-Malo Agglomération               |
| 35285      | 35550       | Saint-Just                    | 1103                             | 28,05         | 39               | Redon Pipriac | Redon                                            | Redon Agglomération                            |
| 35286      | 35270       | Saint-Léger-des-Prés          | 295                              | 5,54          | 53               | Combourg | Saint-Malo                                       | Bretagne Romantique                            |
| 35287      | 35800       | Saint-Lunaire                 | 2647                             | 10,27         | 258              | Saint-Malo-2 Dinard | Saint-Malo                                       | Côte d’Émeraude                                |
| 35300      | 35500       | Saint-M’Hervé                 | 1357                             | 29,68         | 46               | Vitré Vitré-Est | Fougères-Vitré                                   | Vitré Communauté                               |
| 35288      | 35400       | Saint-Malo                    | 47.255                           | 36,58         | 1292             | Saint-Malo-1 Saint-Malo-2 Saint-Malo-Nord Saint-Malo-Sud | Saint-Malo                                       | Pays de Saint-Malo Agglomération               |
| 35289      | 35480       | Saint-Malo-de-Phily           | 1074                             | 18,77         | 57               | Redon Pipriac | Redon                                            | Vallons de Haute-Bretagne Communauté           |
| 35290      | 35750       | Saint-Malon-sur-Mel           | 613                              | 16,07         | 38               | Montauban-de-Bretagne Saint-Méen-le-Grand | Rennes                                           | Saint-Méen Montauban                           |
| 35291      | 35120       | Saint-Marcan                  | 432                              | 7,68          | 56               | Dol-de-Bretagne Pleine-Fougères | Saint-Malo                                       | Pays de Dol et de la Baie du Mont Saint-Michel |
| 35292      | 35460       | Saint-Marc-le-Blanc           | 1567                             | 22,76         | 69               | Val-Couesnon | Fougères-Vitré                                   | Couesnon Marches de Bretagne                   |
| 35295      | 35750       | Saint-Maugan                  | 518                              | 8,43          | 61               | Montauban-de-Bretagne Saint-Méen-le-Grand | Rennes                                           | Saint-Méen Montauban                           |
| 35296      | 35250       | Saint-Médard-sur-Ille         | 1350                             | 18,22         | 74               | Melesse Saint-Aubin-d’Aubigné | Rennes                                           | Val d’Ille-Aubigné                             |
| 35297      | 35290       | Saint-Méen-le-Grand           | 4642                             | 18,28         | 254              | Montauban-de-Bretagne Saint-Méen-le-Grand | Rennes                                           | Saint-Méen Montauban                           |
| 35299      | 35350       | Saint-Méloir-des-Ondes        | 4666                             | 29,49         | 158              | Saint-Malo-1 Cancale | Saint-Malo                                       | Pays de Saint-Malo Agglomération               |
| 35302      | 35290       | Saint-Onen-la-Chapelle        | 1121                             | 24,66         | 45               | Montauban-de-Bretagne Saint-Méen-le-Grand | Rennes                                           | Saint-Méen Montauban                           |
| 35304      | 35140       | Saint-Ouen-des-Alleux         | 1308                             | 15,20         | 86               | Fougères-1 Saint-Aubin-du-Cormier | Fougères-Vitré                                   | Fougères Agglomération                         |
| 35305      | 35380       | Saint-Péran                   | 415                              | 9,37          | 44               | Montfort-sur-Meu Plélan-le-Grand | Rennes                                           | Brocéliande Communauté                         |
| 35306      | 35430       | Saint-Père-Marc-en-Poulet     | 2399                             | 19,74         | 122              | Dol-de-Bretagne Châteauneuf-d’Ille-et-Vilaine | Saint-Malo                                       | Pays de Saint-Malo Agglomération               |
| 35307      | 35190       | Saint-Pern                    | 1003                             | 12,13         | 83               | Montauban-de-Bretagne Bécherel | Rennes                                           | Saint-Méen Montauban                           |
| 35309      | 35560       | Saint-Rémy-du-Plain           | 808                              | 14,87         | 54               | Val-Couesnon | Fougères-Vitré                                   | Couesnon Marches de Bretagne                   |
| 35310      | 35133       | Saint-Sauveur-des-Landes      | 1565                             | 18,84         | 83               | Fougères-1 Fougères-Sud | Fougères-Vitré                                   | Fougères Agglomération                         |
| 35311      | 35330       | Saint-Séglin                  | 600                              | 9,40          | 64               | Guichen Maure-de-Bretagne | Redon                                            | Vallons de Haute-Bretagne Communauté           |
| 35312      | 35580       | Saint-Senoux                  | 1836                             | 18,29         | 100              | Guichen | Redon                                            | Vallons de Haute-Bretagne Communauté           |
| 35314      | 35430       | Saint-Suliac                  | 977                              | 5,46          | 179              | Dol-de-Bretagne Châteauneuf-d’Ille-et-Vilaine | Saint-Malo                                       | Pays de Saint-Malo Agglomération               |
| 35316      | 35390       | Saint-Sulpice-des-Landes      | 827                              | 11,19         | 74               | Bain-de-Bretagne Grand-Fougeray | Redon                                            | Bretagne Porte de Loire Communauté             |
| 35315      | 35250       | Saint-Sulpice-la-Forêt        | 1557                             | 6,72          | 232              | Liffré | Rennes                                           | Rennes Métropole                               |
| 35317      | 35630       | Saint-Symphorien              | 613                              | 7,91          | 77               | Melesse Hédé-Bazouges | Rennes                                           | Val d’Ille-Aubigné                             |
| 35318      | 35190       | Saint-Thual                   | 999                              | 11,40         | 88               | Combourg Tinténiac | Saint-Malo                                       | Bretagne Romantique                            |
| 35319      | 35310       | Saint-Thurial                 | 2165                             | 18,01         | 120              | Montfort-sur-Meu Plélan-le-Grand | Rennes                                           | Brocéliande Communauté                         |
| 35320      | 35360       | Saint-Uniac                   | 512                              | 6,89          | 74               | Montauban-de-Bretagne | Rennes                                           | Saint-Méen Montauban                           |
| 35321      | 35320       | Saulnières                    | 798                              | 10,34         | 77               | Bain-de-Bretagne Le Sel-de-Bretagne | Redon                                            | Bretagne Porte de Loire Communauté             |
| 35326      | 35490       | Sens-de-Bretagne              | 2620                             | 30,82         | 85               | Val-Couesnon Saint-Aubin-d’Aubigné | Rennes                                           | Val d’Ille-Aubigné                             |
| 35327      | 35530       | Servon-sur-Vilaine            | 4032                             | 15,26         | 264              | Châteaugiron | Rennes                                           | Pays de Châteaugiron Communauté                |
| 35328      | 35550       | Sixt-sur-Aff                  | 2222                             | 42,50         | 52               | Redon Pipriac | Redon                                            | Redon Agglomération                            |
| 35329      | 35610       | Sougeal                       | 544                              | 14,15         | 38               | Dol-de-Bretagne Pleine-Fougères | Saint-Malo                                       | Pays de Dol et de la Baie du Mont Saint-Michel |
| 35330      | 35500       | Taillis                       | 1036                             | 12,27         | 84               | Vitré Vitré-Ouest | Fougères-Vitré                                   | Vitré Communauté                               |
| 35331      | 35160       | Talensac                      | 2530                             | 21,61         | 117              | Montfort-sur-Meu | Rennes                                           | Montfort Communauté                            |
| 35332      | 35620       | Teillay                       | 1103                             | 26,21         | 42               | Bain-de-Bretagne | Redon                                            | Bretagne Porte de Loire Communauté             |
| 35334      | 35235       | Thorigné-Fouillard            | 8631                             | 13,58         | 636              | Liffré | Rennes                                           | Rennes Métropole                               |
| 35335      | 35134       | Thourie                       | 857                              | 24,04         | 36               | La Guerche-de-Bretagne Retiers | Fougères-Vitré                                   | Roche aux Fées Communauté                      |
| 35337      | 35190       | Tinténiac                     | 3877                             | 23,40         | 166              | Combourg Tinténiac | Saint-Malo                                       | Bretagne Romantique                            |
| 35338      | 35370       | Torcé                         | 1270                             | 14,03         | 91               | La Guerche-de-Bretagne Argentré-du-Plessis | Fougères-Vitré                                   | Vitré Communauté                               |
| 35339      | 35610       | Trans-la-Forêt                | 638                              | 14,83         | 43               | Dol-de-Bretagne Pleine-Fougères | Saint-Malo                                       | Pays de Dol et de la Baie du Mont Saint-Michel |
| 35340      | 35380       | Treffendel                    | 1327                             | 18,98         | 70               | Montfort-sur-Meu Plélan-le-Grand | Rennes                                           | Brocéliande Communauté                         |
| 35342      | 35270       | Trémeheuc                     | 349                              | 6,05          | 58               | Combourg | Saint-Malo                                       | Bretagne Romantique                            |
| 35343      | 35320       | Tresbœuf                      | 1235                             | 25,33         | 49               | Bain-de-Bretagne Le Sel-de-Bretagne | Redon                                            | Bretagne Porte de Loire Communauté             |
| 35345      | 35190       | Trévérien                     | 918                              | 12,08         | 76               | Combourg Tinténiac | Saint-Malo                                       | Bretagne Romantique                            |
| 35346      | 35190       | Trimer                        | 205                              | 3,56          | 58               | Combourg Tinténiac | Saint-Malo                                       | Bretagne Romantique                            |
| 35004      | 35460 35560 | Val-Couesnon                  | 4084                             | 79,01         | 52               | Val-Couesnon | Fougères-Vitré                                   | Couesnon Marches de Bretagne                   |
| 35168      | 35330       | Val d’Anast                   | 3925                             | 77,86         | 50               | Guichen Maure-de-Bretagne | Redon                                            | Vallons de Haute-Bretagne Communauté           |
| 35347      | 35450       | Val-d’Izé                     | 2601                             | 43,79         | 59               | Vitré Vitré-Ouest | Fougères-Vitré                                   | Vitré Communauté                               |
| 35350      | 35680       | Vergéal                       | 804                              | 11,21         | 72               | La Guerche-de-Bretagne Argentré-du-Plessis | Fougères-Vitré                                   | Vitré Communauté                               |
| 35352      | 35770       | Vern-sur-Seiche               | 8272                             | 19,70         | 420              | Janzé Rennes-Sud-Est | Rennes                                           | Rennes Métropole                               |
| 35353      | 35132       | Vezin-le-Coquet               | 6441                             | 7,86          | 819              | Le Rheu Rennes-Sud-Ouest | Rennes                                           | Rennes Métropole                               |
| 35354      | 35610       | Vieux-Viel                    | 328                              | 8,77          | 37               | Dol-de-Bretagne Pleine-Fougères | Saint-Malo                                       | Pays de Dol et de la Baie du Mont Saint-Michel |
| 35355      | 35490       | Vieux-Vy-sur-Couesnon         | 1280                             | 21,56         | 59               | Val-Couesnon Saint-Aubin-d’Aubigné | Rennes                                           | Val d’Ille-Aubigné                             |
| 35356      | 35630       | Vignoc                        | 2290                             | 14,09         | 163              | Melesse Hédé-Bazouges | Rennes                                           | Val d’Ille-Aubigné                             |
| 35357      | 35420       | Villamée                      | 291                              | 10,66         | 27               | Fougères-2 Louvigné-du-Désert | Fougères-Vitré                                   | Fougères Agglomération                         |
| 35359      | 35130       | Visseiche                     | 868                              | 16,03         | 54               | La Guerche-de-Bretagne | Fougères-Vitré                                   | Vitré Communauté                               |
| 35360      | 35500       | Vitré                         | 18.892                           | 37,03         | 510              | Vitré Vitré-Est Vitré-Ouest | Fougères-Vitré                                   | Vitré Communauté                               |

## Veränderungen im Gemeindebestand seit der landesweiten Neuordnung der Kantone

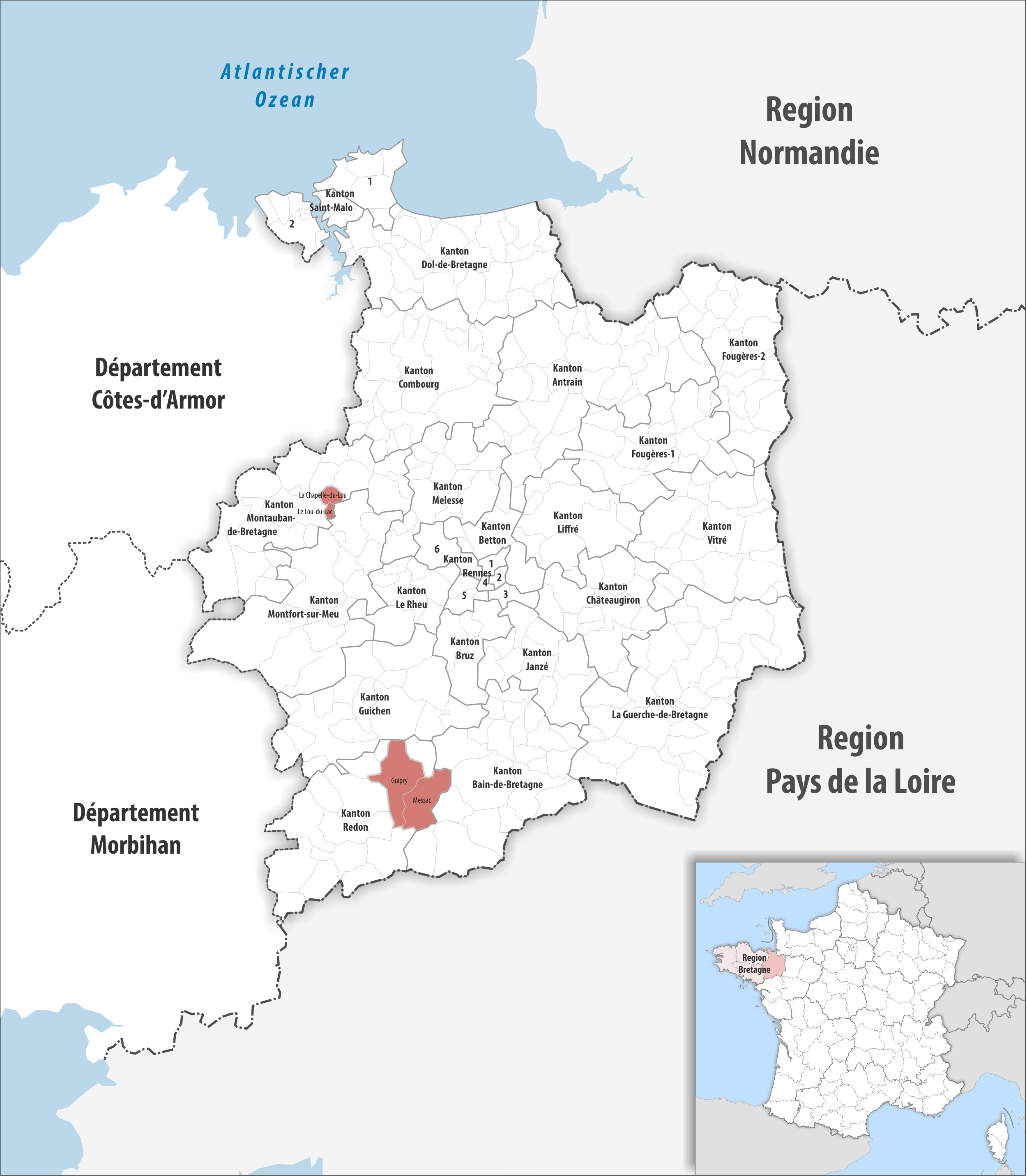
Gemeinden bis 2015
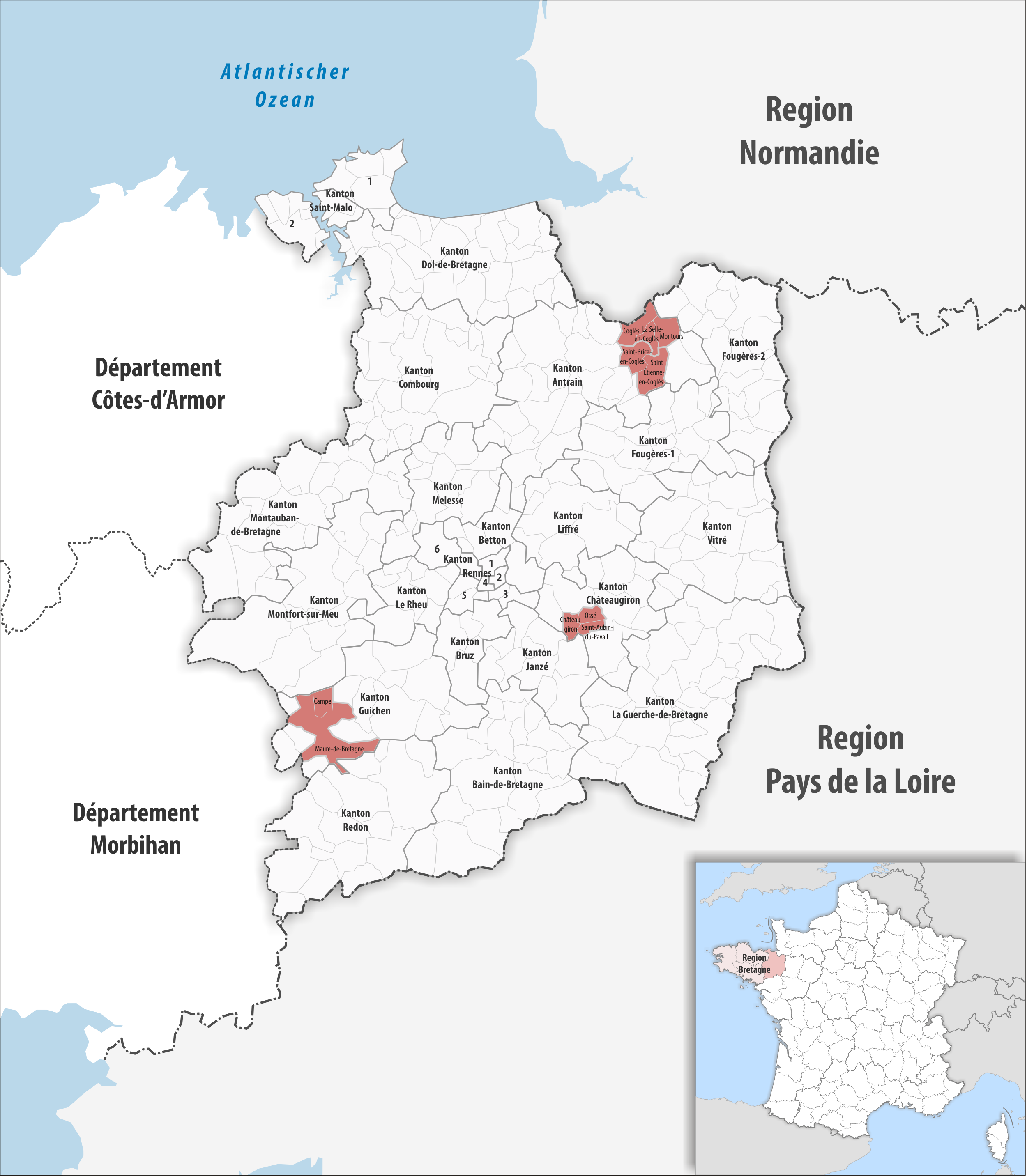
Gemeinden bis 2016
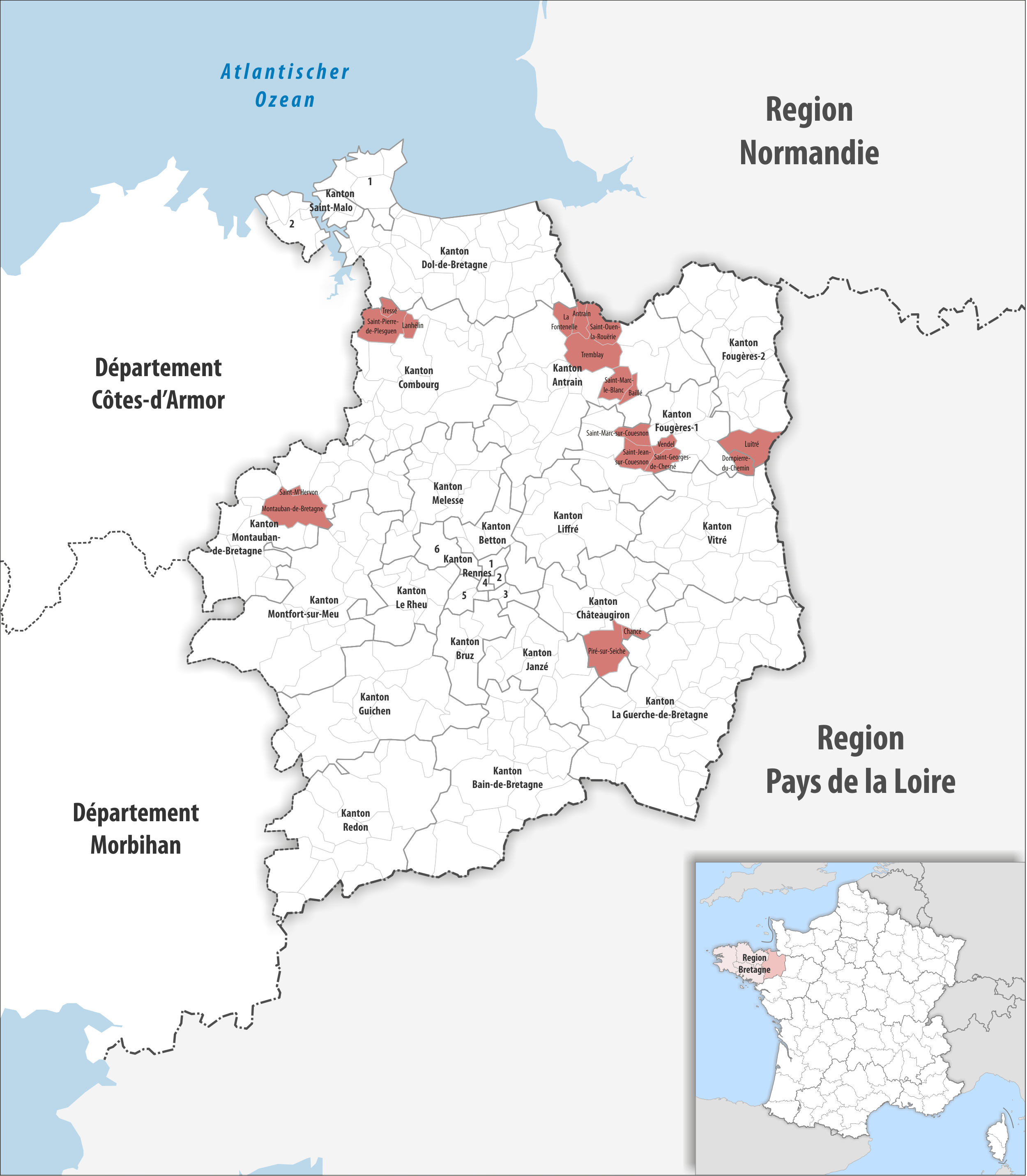
Gemeinden bis 2018
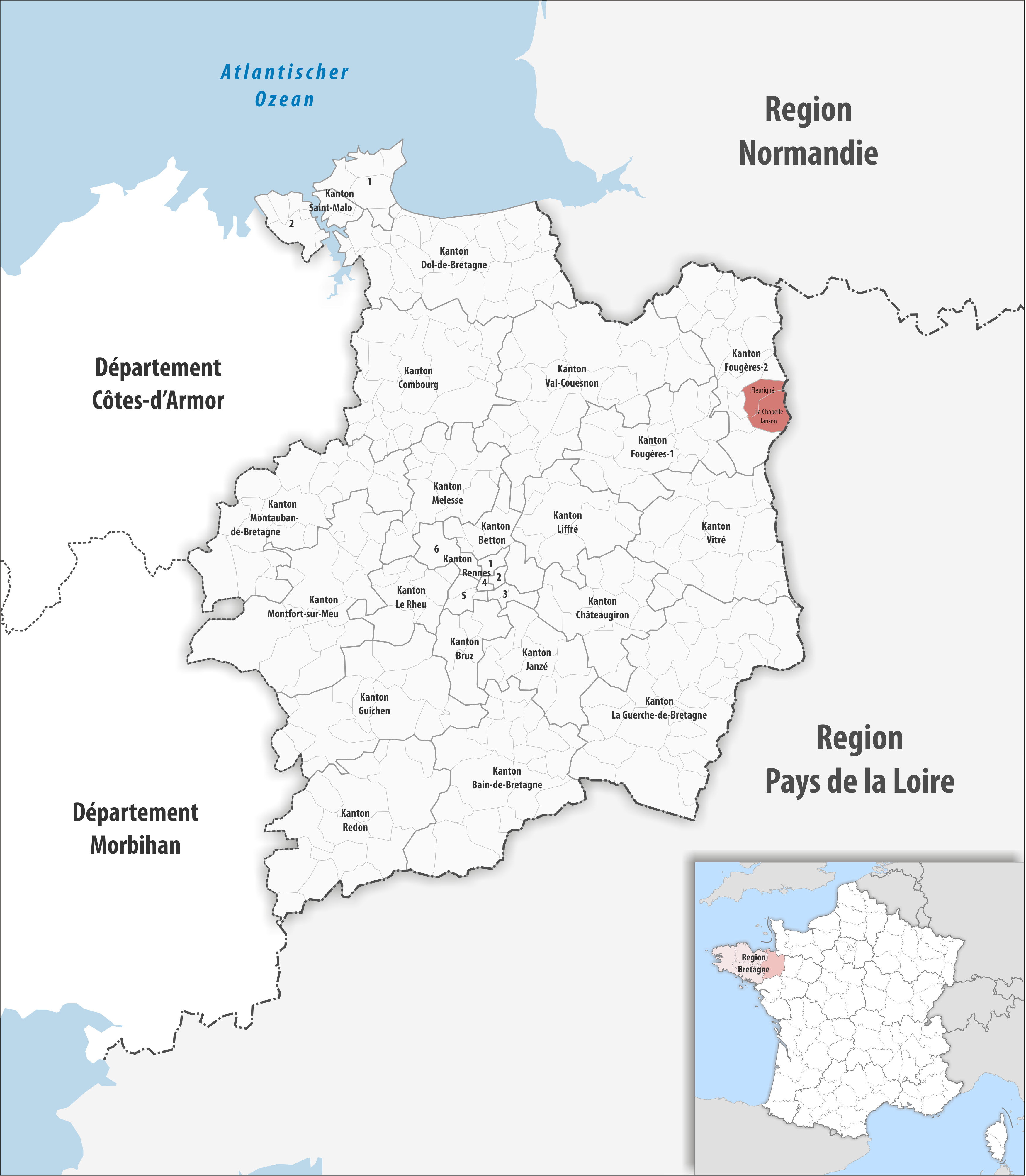
Gemeinden bis 2023

2024:
- Fusion Fleurigné und La Chapelle-Janson → La Chapelle-Fleurigné

2019:
- Fusion Luitré und Dompierre-du-Chemin → Luitré-Dompierre
- Fusion Saint-Pierre-de-Plesguen, Lanhélin und Tressé → Mesnil-Roc’h
- Fusion Montauban-de-Bretagne und Saint-M’Hervon → Montauban-de-Bretagne
- Fusion Piré-sur-Seiche und Chancé → Piré-Chancé
- Fusion Saint-Jean-sur-Couesnon, Saint-Georges-de-Chesné, Saint-Marc-sur-Couesnon und Vendel → Rives-du-Couesnon
- Fusion Saint-Marc-le-Blanc und Baillé → Saint-Marc-le-Blanc
- Fusion Antrain, La Fontenelle, Saint-Ouen-la-Rouërie und Tremblay → Val-Couesnon

2017:
- Fusion Ossé, Châteaugiron und Saint-Aubin-du-Pavail → Châteaugiron
- Fusion Saint-Étienne-en-Coglès und Saint-Brice-en-Coglès → Maen Roch
- Fusion Coglès, La Selle-en-Coglès und Montours → Les Portes du Coglais
- Fusion Campel und Maure-de-Bretagne → Val d’Anast

2016:
- Fusion La Chapelle-du-Lou und Le Lou-du-Lac → La Chapelle du Lou du Lac
- Fusion Guipry und Messac → Guipry-Messac